# Bethlen András (politikus)
Bethleni gróf Bethlen András (Kolozsvár, 1847. július 26. – Bethlen, 1898. augusztus 25.), valódi belső titkos tanácsos, politikus, országgyűlési képviselő, nagybirtokos, közgazdász.

## Életpályája
A pesti egyetemen két évig jogot, majd a brüsszeli egyetemen egy évig közgazdaságtant, a lipcsei egyetemen másfél évig szintén közgazdaságtan tanult. Tanulmányait megszakítva beutazta Európát.
1873–1882 között és 1890–1896 között a Szabadelvű Párt országgyűlési képviselője volt. 1877–1881 között a Nemzetgazdasági Szemlében jelentek meg írásai. 1882–1890 között Brassó vármegye főispánja volt. 1886–1889 között a szászok grófja és királyi biztos is volt. 1888–1890 között Szeben vármegye irányítója volt Brennerberg Mór főispán halála után. 1890–1894 között Gr. Szapáry Gyula, majd Wekerle Sándor első kormányának földművelésügyi minisztereként dolgozott.
Miniszteri hivatali ideje alatt fejeződött be a Tisza szabályozása, elkészültek a borhamisítás elleni törvények és az ún. mezőrendőri törvény. Nevéhez fűződik a miskolci Hámori-tó közelében lévő kormányüdülő létrehozása. Az 1890-es években az üdülőhöz és a tó környékéhez épült nyaralókból alakult ki Lillafüred település. (A névadó Bethlen András unokatestvére, Vay Erzsébet, akinek a beceneve Lilla volt.)

## Családja
Szülei: Bethlen Sándor (1823–1884) és losonczi Bánffy Jozefine (1828–1902), aki Bánffy László és Wesselényi Polixéna leánya volt. 1880-tól foeni Mocsonyi Lívia (1862–1944) házastársa volt. Leányai: Bethlen Margit (1882–1970) írónő és Bethlen Ilona (1886–1920). Unokája: Bethlen András (1902–1970) újságíró volt.

## Művei
- Néhány szó az internationalról (Nemzetgazdasági Szemle, 1877)
- Marhatenyésztési érdekeink (Nemzetgazdasági Szemle, 1879)
- A regále megváltásáról (Nemzetgazdasági Szemle, 1880–1881)
- Erdélyi szászok kardostánca (Erdély népei, 1898)